# 溫內特卡
溫內特卡（Winnetka）是美國的一個村莊，位於伊利諾州庫克郡北部，芝加哥市區以北16英里。2010年美國人口普查時，溫內特卡有人口12,187人。2015年，溫內特卡是伊利諾州最富裕和全美第二富裕的城鎮。